# Nemognatha cribraria
Nemognatha cribraria är en skalbaggsart som beskrevs av Leconte 1853. Nemognatha cribraria ingår i släktet Nemognatha och familjen oljebaggar.

## Underarter
Arten delas in i följande underarter:
- N. c. cribraria
- N. c. fuscula